# Championnat d'Islande de football 1973
Navigation
Saison précédente Saison suivante
La saison 1973 du Championnat d'Islande de football était la 62e édition de la première division islandaise. Les 8 clubs jouent les uns contre les autres lors de rencontres disputées en matchs aller et retour.
C'est l'ÍBK Keflavík qui remporte son 4e titre de champion d'Islande en 10 ans, après un parcours presque parfait : 12 victoires, 2 nuls et aucune défaite. À noter la performance en défense ; 9 buts encaissés en 14 matchs, dont 4 lors du nul 4-4 contre Breiðablik Kopavogur !
En bas du classement, c'est le Breiðablik Kopavogur qui est relégué en 2. Deild en fin de saison. La défense a été un point faible toute la saison : 45 buts encaissés dont un 10-0 contre l'ÍA Akranes.

## Les 8 clubs participants
| \| Reykjavik : · Fram - Valur - KR IBV Vestmannaeyjar ÍBK Keflavík ÍBA Akureyri ÍA Akranes Breiðablik Kopavogur \| Clubs participants |
| Reykjavik : · Fram - Valur - KR IBV Vestmannaeyjar ÍBK Keflavík ÍBA Akureyri ÍA Akranes Breiðablik Kopavogur                          |

| Club                 | Classement 1972 | Stade            | Ville          |
| -------------------- | --------------- | ---------------- | -------------- |
| ÍA Akranes           | 4               | Akranesvöllur    | Akranes        |
| ÍBA Akureyri         | 2. Deild        | Akureyrarvöllur  | Akureyri       |
| Breiðablik Kopavogur | 6               | Melavöllur       | Kopavogur      |
| Fram Reykjavik       | 1               | Laugardalsvöllur | Reykjavik      |
| ÍBK Keflavík         | 3               | Keflavíkurvöllur | Keflavík       |
| KR Reykjavik         | 7               | Laugardalsvöllur | Reykjavik      |
| Valur Reykjavik      | 5               | Laugardalsvöllur | Reykjavik      |
| IBV Vestmannaeyjar   | 2               | Njarðvíkvöllur   | Vestmannaeyjar |

## Compétition

### Classement
Le barème de points servant à établir le classement se décompose ainsi :
- Victoire : 2 points
- Match nul : 1 point
- Défaite : 0 point

| Rang | Équipe               | Pts | J  | G  | N | P  | Bp | Bc | Diff |
| ---- | -------------------- | --- | -- | -- | - | -- | -- | -- | ---- |
| 1    | ÍBK Keflavík         | 26  | 14 | 12 | 2 | 0  | 33 | 9  | +24  |
| 2    | Valur Reykjavik      | 21  | 14 | 9  | 3 | 2  | 34 | 20 | +14  |
| 3    | ÍBV Vestmannaeyjar   | 17  | 14 | 8  | 1 | 5  | 27 | 19 | +8   |
| 4    | Fram Reykjavik T C   | 12  | 14 | 5  | 2 | 7  | 18 | 23 | -5   |
| 5    | ÍA Akranes           | 11  | 14 | 4  | 3 | 7  | 32 | 27 | +5   |
| 6    | ÍBA Akureyri P       | 11  | 14 | 4  | 3 | 7  | 15 | 29 | -14  |
| 7    | KR Reykjavik         | 9   | 14 | 3  | 3 | 8  | 17 | 27 | -10  |
| 8    | Breiðablik Kopavogur | 5   | 14 | 1  | 3 | 10 | 23 | 45 | -22  |

|  | Qualifié pour la Coupe d'Europe des clubs champions 1974-1975 |
|  | Qualifié pour la Coupe des Coupes 1974-1975                   |
|  | Qualifié pour la Coupe UEFA 1974-1975                         |
|  | Relégué en 2. Deild                                           |

### Matchs
| Résultats (▼dom., ►ext.)                                   | Fram | Aku | IBV | Kef | KR  | Val | Akr | Brei |
| Fram Reykjavik                                             |      | 0-0 | 0-1 | 0-1 | 3-1 | 2-2 | 3-2 | 2-1  |
| ÍBA Akureyri                                               | 3-1  |     | 1-6 | 0-0 | 2-1 | 1-2 | 2-6 | 3-1  |
| ÍBV Vestmannaeyjar                                         | 1-0  | 4-0 |     | 0-1 | 6-3 | 1-1 | 1-0 | 3-2  |
| ÍBK Keflavík                                               | 3-1  | 1-0 | 1-0 |     | 2-0 | 4-0 | 4-1 | 4-4  |
| KR Reykjavik                                               | 0-2  | 1-1 | 2-1 | 2-3 |     | 0-2 | 3-1 | 2-0  |
| Valur Reykjavik                                            | 4-1  | 2-0 | 6-0 | 0-4 | 2-0 |     | 3-3 | 6-3  |
| ÍA Akranes                                                 | 3-1  | 0-2 | 1-0 | 1-2 | 1-1 | 0-1 |     | 10-0 |
| Breiðablik Kopavogur                                       | 1-2  | 4-0 | 1-3 | 0-3 | 1-1 | 1-3 | 3-3 |      |
| - Victoire à domicile - Match nul - Victoire à l'extérieur |      |     |     |     |     |     |     |      |

## Bilan de la saison
| Tableau d'Honneur                 |                |
| Compétition                       | Vainqueur      |
| Championnat d'Islande de football | ÍBK Keflavík   |
| Coupe d'Islande de football       | Fram Reykjavik |
| Supercoupe d'Islande de football  | ÍBK Keflavík   |

| Qualifications européennes                   |                 |
| Coupe d'Europe des clubs champions 1974-1975 | Qualifié        |
| 1er tour                                     | ÍBK Keflavík    |
| Coupe des Coupes 1974-1975                   | Qualifié        |
| 1er tour                                     | Fram Reykjavik  |
| Coupe UEFA 1974-1975                         | Qualifié        |
| 1er tour                                     | Valur Reykjavik |

| Promotion et relégation |                      |
| Relégué en 2. Deild     | Breiðablik Kopavogur |
| Promu en 1. Deild       | Vikingur Reykjavik   |

## Meilleurs buteurs
| # | Buteurs               | Clubs              | Nb de Buts |
| - | --------------------- | ------------------ | ---------- |
| 1 | Hermann Gunnarsson    | Valur Reykjavik    | 17         |
| 2 | Matthías Hallgrímsson | ÍA Akranes         | 11         |
| 2 | Orn Oskarsson         | ÍBV Vestmannaeyjar | 11         |
| 2 | Teitur þórdarson      | ÍA Akranes         | 11         |
| 5 | Steinar Johansson     | ÍBK Keflavík       | 10         |